# Pulsatilla bulsanensis
Pulsatilla bulsanensis är en ranunkelväxtart som beskrevs av Josef Murr. Pulsatilla bulsanensis ingår i släktet pulsatillor, och familjen ranunkelväxter. Inga underarter finns listade i Catalogue of Life.